# Білоусівська Олена
Оле́на Білоу́сівська (* 1980) — українська парна фігуристка. Триразова чемпіонка України (1993—1994, 1996/1997). Учасниця Олімпійських ігор.

## З життєпису
Народилась 1980 року.
Учасниця чемпіонатів світу.
Учасниця чемпіонатів світу серед юніорів.
Учасниця чемпіонатів Європи.
Спортивні пари
- Олена Білоусівська — Ігор Маляр. Почала змагатися з Ігорем Маляром 1993 року. Посіли дев'яте місце на Чемпіонаті Європи-1994 та були обрані представляти Україну на Зимових Олімпійських іграх 1994, посіли 16-те місце.
- Олена Білоусівська — Сергій Поталов. В середині 1994 року об'єдналася з Сергієм Поталовим. Пара потрапила в десятку найкращих на двох чемпіонатах Європи (1995 і 1996) та чемпіонаті світу 1996 року в Едмонтоні.
- Олена Білоусівська — Станіслав Морозов. В середині 1996 року почала змагатися зі Станіславом Морозовим. Посіли восьме місце на Чемпіонаті Європи-1997. Виграли дві міжнародні медалі — золото на Меморіалі Карла Шефера 1997 року та срібло на «Nebelhorn Trophy» 1997 року.